# Günther Bentele
Günther Bentele (* 24. März 1941 in Bietigheim, Württemberg) ist ein deutscher Jugendbuchautor und baden-württembergischer Regionalhistoriker.

## Leben
Günther Bentele wurde 1941 in Bietigheim geboren und ist inzwischen pensionierter Lehrer. Er war Studiendirektor am Christoph-Schrempf-Gymnasium Besigheim und unterrichtete die Fächer Deutsch, Geschichte, Ethik und Philosophie. Er ist verheiratet mit Sabine Bentele und hat vier Kinder: Katrin, Susanne, Ulrich und Christoph.
Bentele gibt historische Stadtrundgänge durch die Altstadt von Bietigheim-Bissingen und trug in seiner Heimatstadt auch Wesentliches zur Erhaltung der historischen Altstadt und zu ihrer Gestaltung bei. 1971 gründete er die Bürgerinitiative für eine humane Stadt Bietigheim. Bentele setzte sein kommunalpolitisches Engagement ab 1981 im Gemeinderat fort.

## Wissenschaftliches Schaffen
Sein Engagement und historisches Interesse unter anderem für die Stadt Bietigheim-Bissingen führte zu einer Vielzahl von Veröffentlichungen im Bereich der Bau- und Ortsgeschichte sowie der Volks- und Landeskunde.

## Künstlerisches Schaffen
Er veröffentlichte nicht nur einiges über die Architektur und Geschichte von Bietigheim, sondern auch zahlreiche Kinder- und Jugendbücher. Dabei handelt es sich häufig um historische Kriminalromane, für die er mit zahlreichen Preisen ausgezeichnet wurde. Seine spannungsgeladenen Bücher behandeln recherchierte historische Stoffe und zeichnen sich durch ihre Heimatverbundenheit aus. So spielt die Handlung zahlreicher seiner Geschichten entweder in seiner Heimatstadt selbst oder aber in der Gegend um Stuttgart bzw. Baden-Württemberg. Die Erzählungen sind dabei eine Mischung aus erfundenem Roman sowie historischer Beschreibungen jener Gegenden. Bei Lesungen in verschiedenen Stadtbibliotheken stellt er dem Publikum seine aktuellen Jugendromane vor. Zudem war Bentele Texter der Folgen 115–129 aus der Reihe Lurchi’s Abenteuer. Für die dazugehörigen Illustrationen zeichnete der Hamburger Künstler Dietwald Doblies verantwortlich.

## Auszeichnungen und Ehrungen
- 1998 Friedrich-Gerstäcker-Preis der Stadt Braunschweig für das Jugendbuch Wolfsjahre
- 2000 Hansjörg-Martin-Preis der „Autorengruppe deutschsprachige Kriminalliteratur“ – Das Syndikat für das Jugendbuch Schwarzer Valentinstag: ein Kriminalfall aus dem Mittelalter
- 2003 Buch des Monats März des Arbeitskreises Leseförderung am Landesinstitut für Schulentwicklung Baden-Württemberg für das Jugendbuch Dunkle Zeichen
- 2003 Lufti-Jugendbuchpreis in der Kategorie 'Lauer Lufti' für das Jugendbuch Blutiges Pergament
- 2021 Bundesverdienstkreuz am Bande

## Veröffentlichungen

### Regionalgeschichte Bietigheim-Bissingen
- Bietigheim 789-1989. Beiträge zur Geschichte von Siedlung, Dorf und Stadt, Stadt Bietigheim-Bissingen, ISBN 3980101223, 1989. (Mitautoren Stefan Benning, Sonja Eisele)
- Bietigheim-Bissingen, Dr.- und Verl.-Ges. Bietigheim, 2. Aufl. 1992. (Erstautor Drossel, Alfred)
- Protokolle einer Katastrophe. Zwei Bietigheimer Chroniken aus dem 30jährigen Krieg, Stadt Bietigheim-Bissingen, ISBN 398010124X, 2., Aufl., 1998.
- Sebastian Hornmold und seine Zeit. Dokumente, Bilder, Geräte ; Ausstellung zum 400. Todestag Sebastian Hornmolds ; Stadt Bietigheim-Bissingen u. Hauptstaatsarchiv Stuttgart, Hornmoldhaus Bietigheim, 8. Mai 1981 - 21. Juni 1981, Stadt Bietigheim-Bissingen, 1981.

### Architektur
- Das Bietigheimer Hornmoldhaus, Verlag der Galerie im Unteren Tor, Bietigheim-Bissingen, 1979. (Fotos: Drossel, Alfred)
- Fachwerkhäuser im Kreis Ludwigsburg, Verlag der Galerie im Unteren Tor, Bietigheim-Bissingen, 1981. (Mitautor und Fotos: Drossel, Alfred)

### Bildende Kunst
- Bietigheimer Zierat. Fotos von Alfred Drossel, Verlag der Galerie im Unteren Tor, Bietigheim-Bissingen, 1977.
- Die Malerei im Bietigheimer Hornmoldhaus, Dr.- und Verl.-Ges. Bietigheim, 1995.

### Jugendbücher
- Augenblicke der Geschichte. Die Neuzeit,  2007.
- Augenblicke der Geschichte. Das Mittelalter, Bertelsmann, München, 2006.
- Blutiges Pergament, Bertelsmann, München, 2006.
- Das große Spiel des Herrn Trabac, Thienemannverlag, Stuttgart, 2003.
- Der Feuerbaum, Bertelsmann, München, 2003.
- Die zwei Leben der Isolde G., Thienemannverlag, Stuttgart, 2004.
- Dunkle Zeichen, Thienemanns Verlag, Stuttgart 2001 und Bertelsmann, München, 2005.
- Riss im Spiegel, Thienemannverlag, Stuttgart, 2006.
- Schwarzer Valentinstag: ein Kriminalfall aus dem Mittelalter, Bertelsmann, München, 2. Aufl., 2005.
- Wolfsjahre, Bertelsmann, München, 2, Aufl., 1999.
- Leben im Mittelalter – Zwei Knappen und der Ruf des Königs: Lebendige Geschichte (Broschiert), Arena, 2010.
- Leben im Mittelalter – Der Kesselflicker und die Rache der Bauern: Lebendige Geschichte, Arena, 2010.
- Lurchi Sammelband 7, Kornwestheim 2000.
- Flammen-Nacht, Kaufmann-Verlag, Lahr 2011.

### Lurchi-Hefte
- Folgen 115 - 129 als Texter.